# Acide hexafluorozirconique
L’acide hexafluorozirconique est un composé chimique de formule H2ZrF6. Il est distribué généralement en solution aqueuse, typiquement à 20 %, 45 % ou 50 % de concentration massique, ce qui lui donne l'apparence d'un liquide incolore à l'odeur piquante de pH < 1 à 20 °C. Il est utilisé notamment pour traiter les surfaces métalliques.
Il donne du fluorure d'hydrogène et des oxydes de zirconium en se décomposant. Il réagit fortement avec les acides et les oxydants.